# Palazzo Arcivescovile (Cosenza)

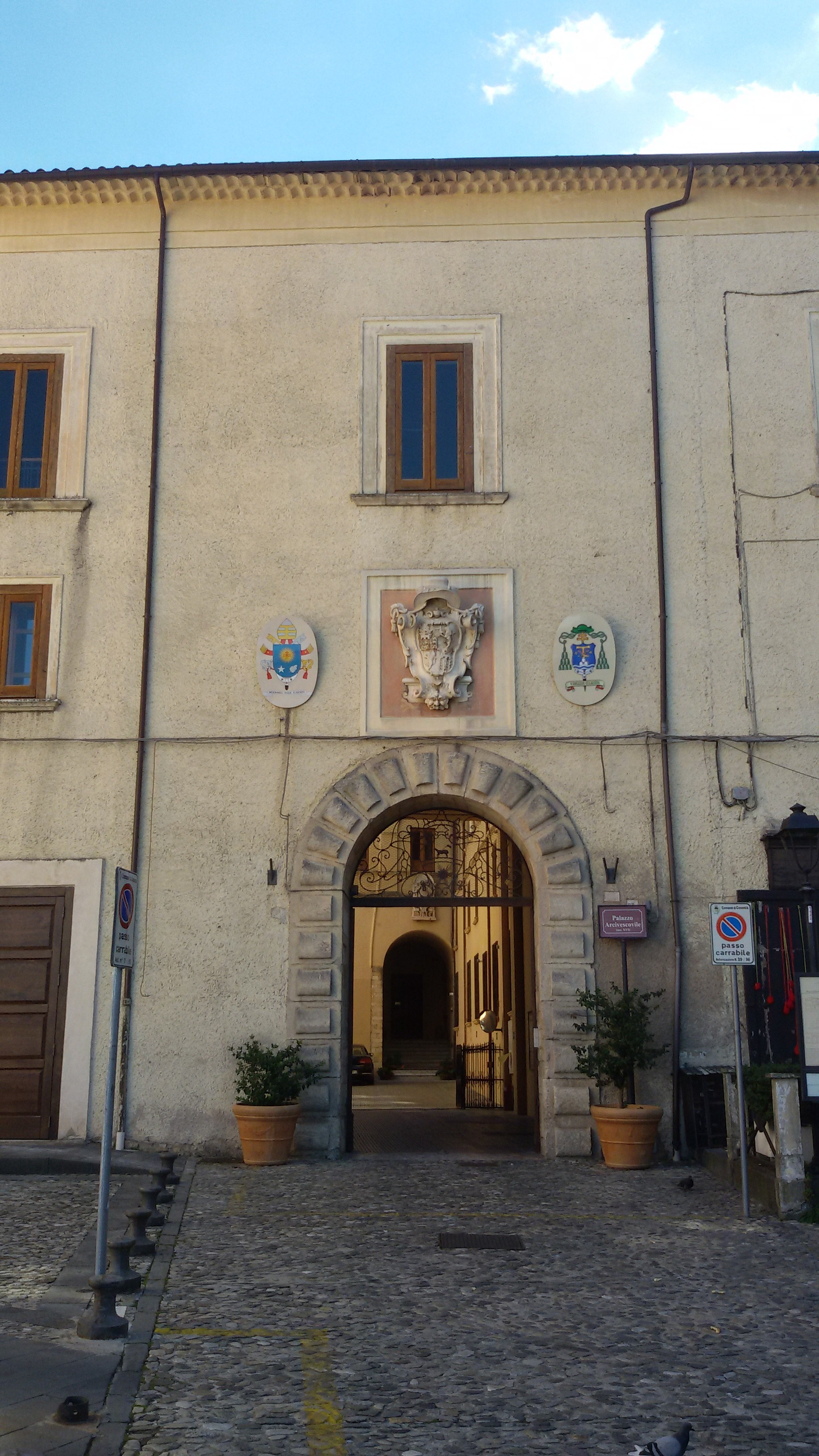
Palazzo Arcivescovile in Cosenza

Der Palazzo Arcivescovile ist ein Palast aus dem 16. Jahrhundert im Zentrum von Cosenza in der italienischen Region Kalabrien. Er ist die Residenz des Erzbischofs von Cosenza-Bisignano. Die Hauptfassade zeigt zur Piazza Aula Giano Parrasio.

## Geschichte und Beschreibung
Im Jahre 1523 kaufte Erzbischof Ruffo Teodoli den Palast von der Familie Cicala, um ihn als erzbischöfliche Residenz zu nutzen. Ende des 16. Jahrhunderts diente er darüber hinaus auch als Wohnung für den Vikar; in dem Gebäude wurde auch das Archiv untergebracht, dort wohnte der Maestro d’Atti und es gab einen Kerker. In den Jahren 1567/1568 waren in einigen Teilen des Gebäudes das Seminar untergebracht und 1589 wurden zeitweise auch die Jesuitenpater beherbergt, bevor sie einen eigenen Ort in der Stadt fanden, um sich niederzulassen.
Seit der französischen Besatzung der Stadt 1811 diente der Palast als Versammlungsort der Calabria Citra. Später wurde er restauriert und 1819 der Kurie überlassen.